# Прапор Радехова
Прапор Радехова — офіційний символ міста Радехова, Шептицького району Львівської області, затверджений 29 серпня 1997 року рішенням сесії Радехівської міської ради.
Автор — А. Гречило.

## Опис
Квадратне полотнище, на жовтому тлі синій квадрат, кути якого знаходяться посередині сторін прапора, у центрі — Всевидяче Око в синьому трикутнику із жовтим сяйвом навколо у формі 12-променевої зірки, вписаної в умовний діаметр в 1/2 ширини прапора.

## Зміст
Основою для сучасних символів став сюжет з печаток міста з ХІХ ст., який пізніше використовувався як герб міста Радехова.